# Gangenstelsel Slavante

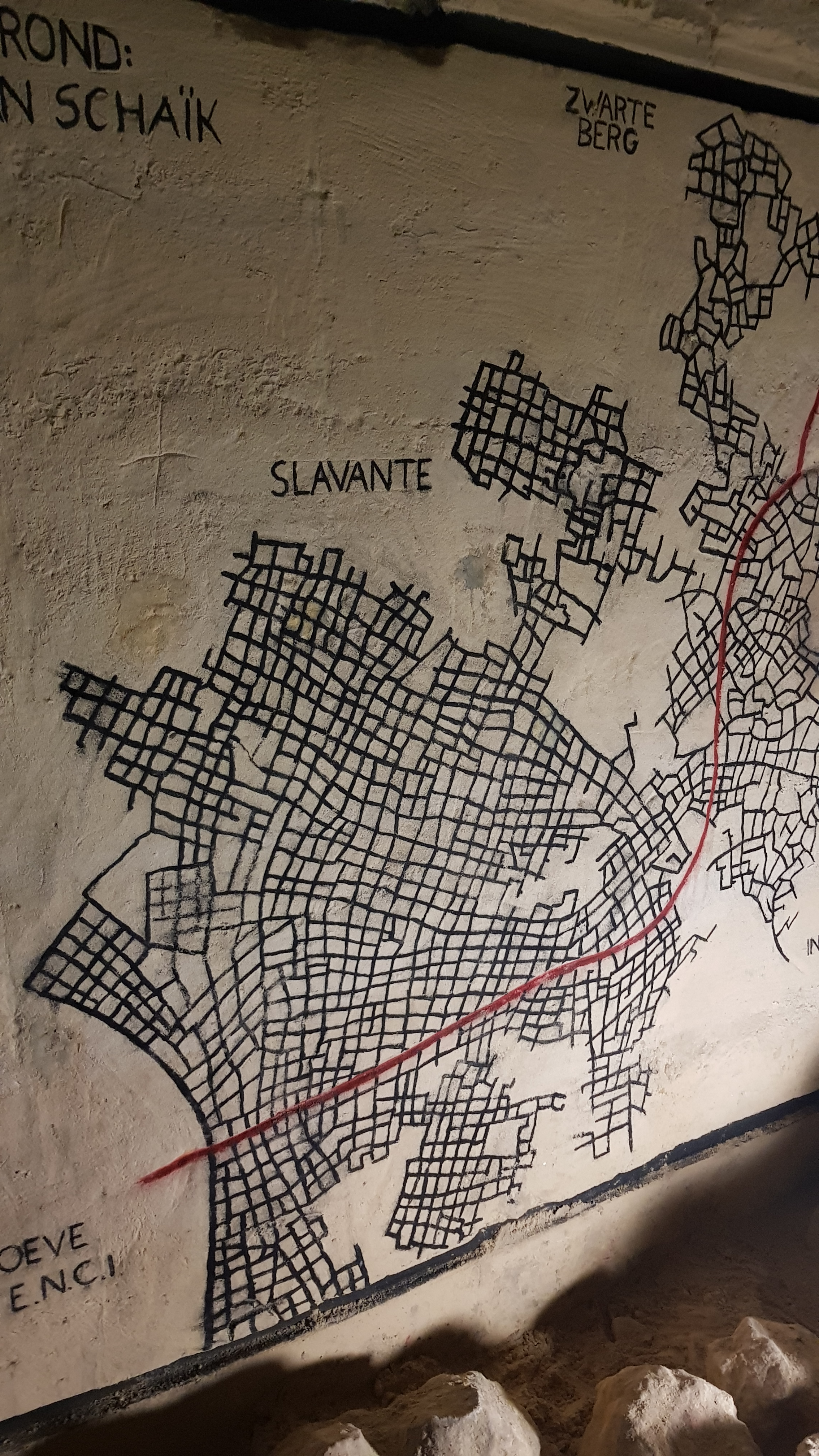
gedeelte van het gangenstelsel Slavante dat als plattegrond aangebracht is op de muur van het Noordelijk Gangenstelsel

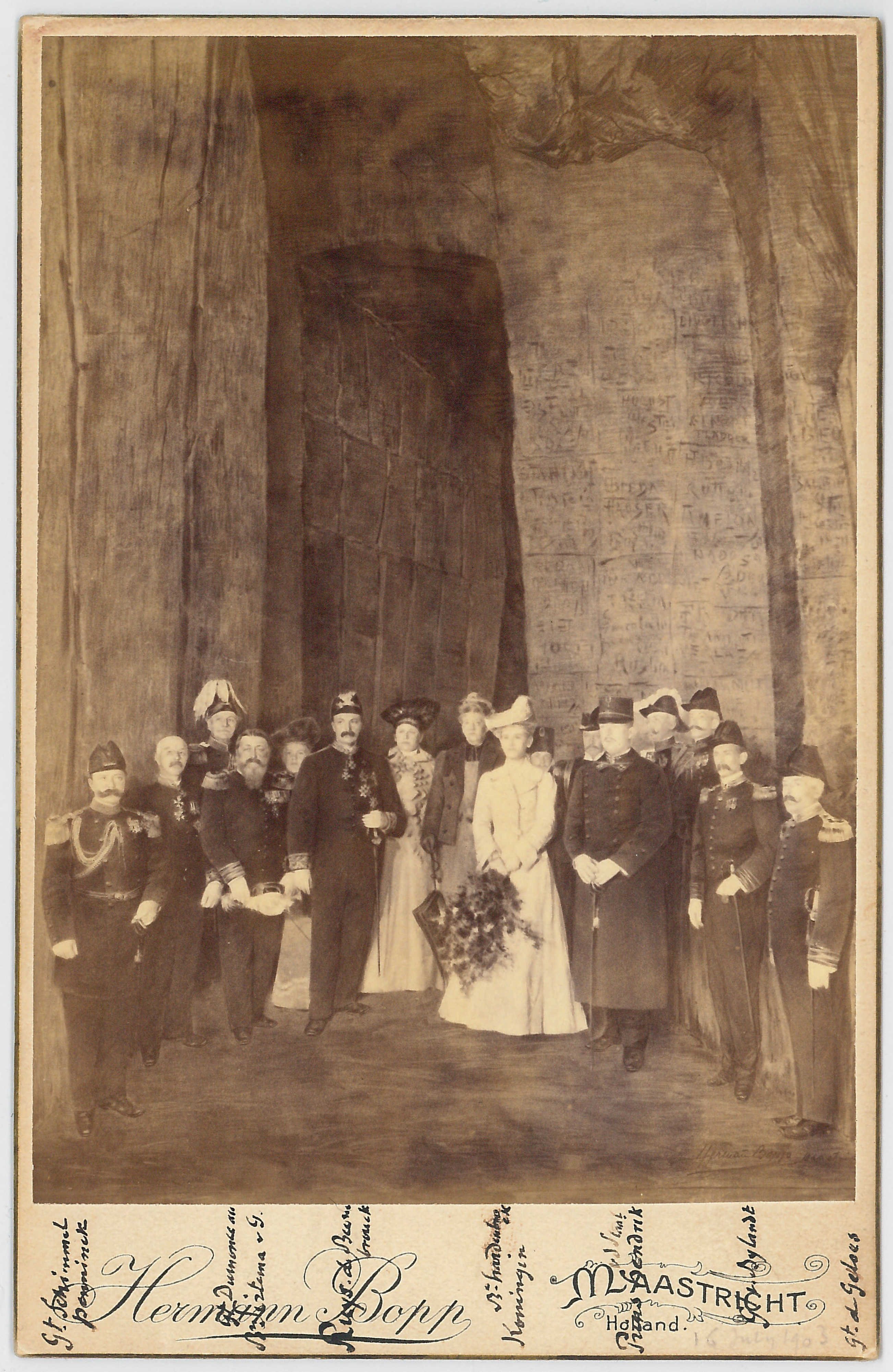
koningin Wilhelmina bij de Negendrup op 16 juli 1903

Slavante is een gangenstelsel en voormalige Limburgse mergelgroeve in Nederlands Zuid-Limburg in de gemeente Maastricht. Het gangenstelsel ligt in de Sint-Pietersberg in het Plateau van Caestert ten zuidwesten van het dorp Sint Pieter. Het grootste gedeelte van het gangenstelsel is verdwenen in de cementmolen van de ENCI en ter plaatse resteert de krater van de ENCI-groeve. Een klein gedeelte van het gangenstelsel bestaat nog met een aantal gangen onder de Kasteelruïne Lichtenberg en het Slavantebos.
In het noorden heeft het stelsel van Slavante verbinding met het gangenstelsel Zonneberg en in het zuiden had Slavante verbinding met het Zuidelijk Gangenstelsel. Ten oosten van het gangenstelsel liggen de Keldertjes Slavante.

## Geschiedenis
In 1489 werd er op de Sint-Pietersberg het klooster van de observanten opgericht, de plaats die in de 21e eeuw bekendstaat als Slavante. Voor de bouw van het klooster gebruikte men mergelblokken die op de Sint-Pietersberg werden gedolven. Het is onduidelijk of men toen hiervoor een nieuw gangenstelsel aanlegde, of dat men gebruik maakte van een reeds bestaand klein gangenstelsel dat men verder uitbreidde.
In 1797 moest de kloosterorde het klooster verlaten onder druk van de Fransen.
De gangenstelsel werd door blokbrekers steeds verder ontgonnen voor de winning van kalksteenblokken.
Voor 1809 kon men van het Noordelijk Gangenstelsel, via Zonneberg en Slavante ondergronds naar het Zuidelijk Gangenstelsel lopen. De verbinding tussen Slavante en het Zuidelijk Gangenstelsel, de Kiezelbergdoorgang, raakte in 1916 versperd toen de Nederlandse genietroepen tijdens de Eerste Wereldoorlog deze lieten opblazen om het smokkelen tegen te gaan. Om toch weer een verbinding te houden werd er in 1918 het Smokkelgat gegraven.
In de 19e eeuw begon men met het geven van toeristische rondleidingen in het gangenstelsel. Toeristen gingen bij het toenmalige uitspanning Chalet Lichtenberg ondergronds het gangenstelsel Slavante in. In 1822 richtte men de Société des Amis des Sciences, Lettres et Arts op. Deze organisatie verzorgde toentertijd in het gangenstelsel Slavante de toeristische exploitatie. In 1897 kreeg het gangenstelsel Zonneberg een eigen ingang en ontstond er tussen de beide gangenstelsels een concurrentiestrijd, waarbij tal van nieuwe kunstwerken werden aangebracht in de gangenstelsels en men ook kunstwerken uit elkaars stelsels namaakte en zelfs vervalste. In de verbindingsgangen tussen Slavante en Zonneberg werden in 1902 door de beconcurrerende toeristische exploitanten muren gebouwd om de concurrent geen toegang te geven tot de kunstwerken van elkaars stelsel.
Het gangenstelsel Slavante werd tot in de jaren 1930 de Bovenberg genoemd. Het gangenstelsel Zonneberg heette toen de Benedenberg en het Noordelijk Gangenstelsel werd de Berg van Ceulen genoemd. Daarnaast werden ook de benamingen Sint-Pietersberggroef I, II en III gebruikt (Zonneberg: II, Slavante: III). In de jaren 1930 kreeg het gangenstelsel Slavante zijn huidige naam door de introductie ervan door D.C. van Schaïk die het gehele gangenstelsel opgemeten had.
In 1932 werd het Chalet Lichtenberg afgebroken omdat het te bouwvallig was geworden. Ter plaatse bouwde men toen de directeurswoning van de ENCI.
Tussen 1974 en 1978 werd het grootste deel van het gangenstelsel afgegraven door de ENCI. In resterende gangen werd er door de ENCI vliegas gespoten waardoor er gangen overgebleven met kruiphoogte van nauwelijks meer dan 30 centimeter.

## Bezienswaardigheden
In het gangenstelsel van Slavante waren tal van kunstwerken en andere bezienswaardigheden te zien, waaronder:
- de negendrup, een natuurlijk fenomeen waar iedere negen seconden een waterdruppel viel[1]
- oude opschriften, waaronder de Spaanse Don Toledo die uit 1570 stamde[1]
- tal van houtskooltekeningen en kunstwerken, waaronder de mammoet[1][3]
- het museum van Slavante[1]
- de vele perroenen die op de wanden van de groeve getekend waren en aangaven dat het gangenstelsel eigendom was van de prins-bisschop van Luik.[3][12]

## Groeve
Het gangenstelsel Slavante bestond uit een regelmatig stelsel van gangen die een hoogte hadden van tien tot twaalf meter.
De hoofdingang van het gangenstelsel was de Drie Poorten die men bereikte door een korte tunnel door de Mussenberg.
Vanuit de Kasteelruïne Lichtenberg was er een putschacht die via het gangenstelsel Slavante het grondwaterpeil bereikte.

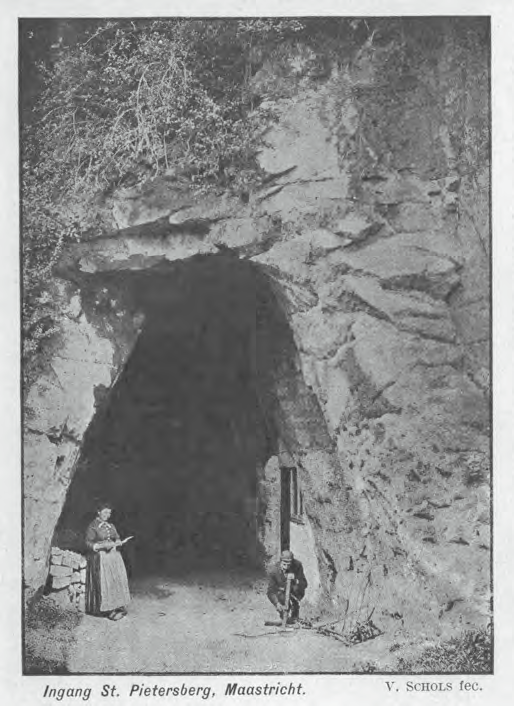
tunnel voor oude ingang van het gangenstelsel Slavante: de Mussenberg